# معركة قسنطينة الأولى نوفمبر 1836
بدأت الاستعدادات الفرنسية الأولى لغزو قسنطينة منذ شهر سبتمبر،1836، حيث قام المارشال كلوزيل بتعزيز قواته العسكرية الآتية من كل من الجزائر ووهران وبجاية وجعل مدينة عنابة نقطة التقاءها.
بلغ عدد القوات الفرنسية حوالي 8800 عسكري تم توزيعهم على 4 وحدات مجهزة بأحدث الأسلحة وبالمدفعية إلى جانب 14 قطعة حربية. وقد قاد هذه القوات الماريشال «كلوزيل» بمساعدة الدوق «دي نمور» والجنرالين تريزيل ودريني.
وصلت القوات الفرنسية إلى مشارف مدينة قسنطينة يوم 21 نوفمبر، فأقامت معسكرا. بعد أن قضت القوات الفرنسية ليلتها فيه واصلت زحفها نحو قسنطينة حيث عسكرت في المنصورة، وقسم الجيش إلى أربع فرق.
- الفرقة الأولى و الثانية تحت قيادة الجنرال تريزال، أقامت فوق منحدرات المنصورة، وذلك للهجوم على المدينة من جهة باب القنطرة.
- الفرقة الثالثة والرابعة تحت قيادة الجنرال دريني، تقومان باجتياز وادي الرمال عند التقائه بوادي بومرزوق، وفي المكان المسمى «مجز الغنم» ومن ثم يتم صعود منحدرات «باردو» لاحتلال منطقة كدية عتي الإستراتيجية.

## استعدادات الحاج أحمد باي
قسم الحاج أحمد باي جيشه إلى قسمين:
- القسم الأول : وهو قسم ثابت قاده ابن عيسى، وصل عدده إلى حوالي 2400 مجاهد موزعين على طول أسوار المدينة كدرع واقي.
- القسم الثاني : وهو قسم متحرك، كان تحت قيادة الحاج أحمد باي، وصل عدده إلى حوالي 5000 فارس و1500 رجل من المشاة، وقد كان هذا القسم مرابط خارج المدينة ويتابع تحركات الجيش الفرنسي خطوة بخطوة بهدف تضييق الخناق على الوحدات الفرنسية وفتح جبهتين أثناء الهجوم والدفاع.

## سير المعركة
- غادر القائد ابن عيسى المساعد الأول لأحمد باي موقعه على رأس 100 رجل لكي لا يترك المجال مفتوحا أمام الفرنسيين للتمركز.
- باشرت الوحدات الفرنسية بنصب الكمائن على منحدرات المنصورة.
- نظرا لاندفاع القوات الفرنسية إلى الأمام، تمكنت من تسجيل خطوات طفيفة على حساب المقاومين الذين تراجعوا إلى باب القنطرة لتنظيم الهجوم ضد الوحدات الفرنسية التي واصلت نصب الكمائن على منحدرات المنصورة.
- تمكن المقاومون من ناحية أخرى إقامة مخرج مفاجئ من باب القنطرة المحاصر، مما أحدث خسائرا فادحة في صفوف القوات الفرنسية.
- في يوم 22 نوفمبر وقع تبادل إطلاق النار بين الطرفين بالبنادق والمدافع، أما خارج المدينة فقد كان الحاج أحمد باي يناوش مؤخرة الجيش الفرنسي التي لم تصل بعد إلى المنصورة، ألحق بها أضرارا كبيرة في العتاد والأرواح، بعدها عاد إلى قسنطينة لتدعيم قوات ابن عيسى.

إن التنقل المستمر للحاج أحمد بين قسنطينة وخارجها زاد من قوة وعزم المقاومين الجزائريين وأدى إلى زعزعة القوات الفرنسية وإرباكها.
- استمرت المحاولات الفرنسية لاقتحام باب القنطرة وباب الحديد طيلة ليلتي 23 و24 نوفمبر إلا أنها فشلت نظرا ليقظة القائد ابن عيسى وخبرته حيث قام بتعزيز قواته الدفاعية في الثغور الموجودة على أسوار المدينة.
- قد ظن الجنرال تريزيل أن مدفعيته تمكنه من تحطيم الباب، وما أن اقتربت القوات الفرنسية منه حتى بادر الجزائريون إلى إطلاق النار من كل جهة بسلاح المدفعية فتراجعت القوات الفرنسية باتجاه المنصورة، وعلى إثرها أمر الماريشال كلوزيل قواته بالانسحاب إلى عنابة.

## نــتائج المعركة
غنم الجزائريون كميات كبيرة من العتاد الحربي منها حوالي 50 ألف خرطوش و4000 من الأدوات العسكرية الجديدة، وأدوات الهندسة العسكرية، إلى جانب المواد الغذائية من البسكويت والسكر والقهوة وكذلك الأدوية وعلب الجراحة.
- تذكر المصادر الفرنسية أن الخسائر الإجمالية بالنسبة للقوات الفرنسية قدرت ما بين 700 و900 قتيل.لقد كان الانتصار حليف الحاج أحمد باي وترك صدى كبيرا وعميقا ليس فقط على بايليك الشرق وإنما في الجزائر بأكملها، * عزل الماريشال كلوزال حيث تعرض لانتقادات لاذعة وحملته الحكومة الفرنسية المسؤولية الكاملة على هزيمة جيشها.